# Goes-Chroestalny
Goes-Chroestalny (Russisch: Гусь-Хрустальный) is een stadje in de oblast Vladimir in Rusland. De stad is gelegen aan de rivier de Goes, een zijrivier van de Oka, op 63 km ten zuiden van Vladimir. Het maakt deel uit van de Gouden Ring van Rusland. Het bevolkingsaantal ontwikkelde zich van 17.900 in 1926 tot 67.121 in 2002. Goes-Chroestalny werd in 1756 gesticht toen er een glasfabriek gevestigd werd en verkreeg stadsrechten in 1931.

## Naamgeving
De naam van het stadje kan vertaald worden als "Kristal-Goes". Het dankt deze naam aan het feit dat Goes-Chroestalny een van de oudste centra van de glasindustrie in Rusland is, gelegen aan de rivier Goes. Aangenomen wordt dat de naam van de stad/rivier is afgeleid van het Slavische "goes", dat "grote fles" betekent.

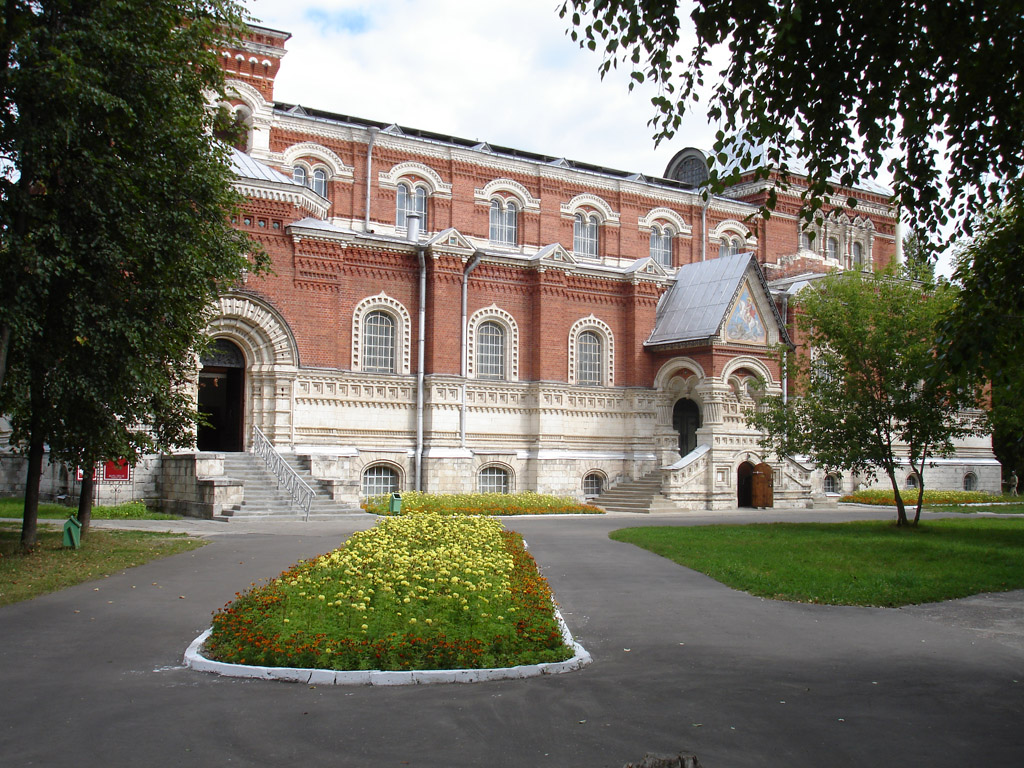
Voorzijde Sint-Joriskathedraal
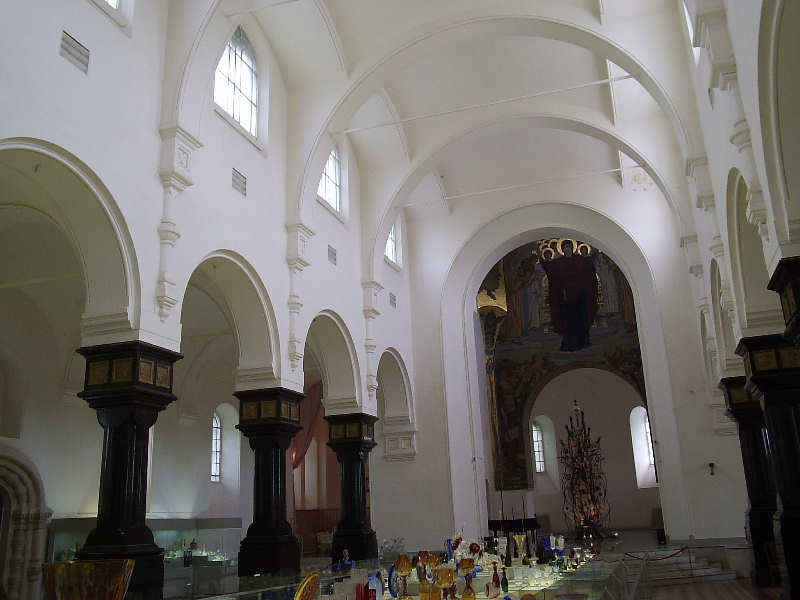
Binnenaanzicht Sint-Joriskathedraal
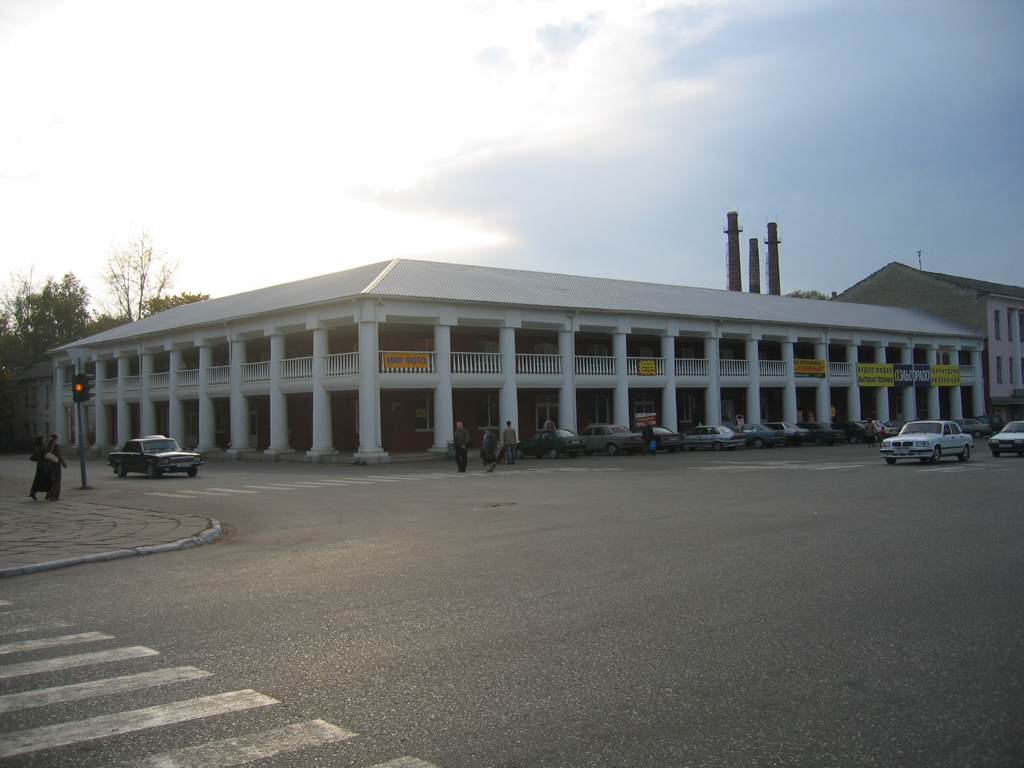
Winkelcentrum van de stad
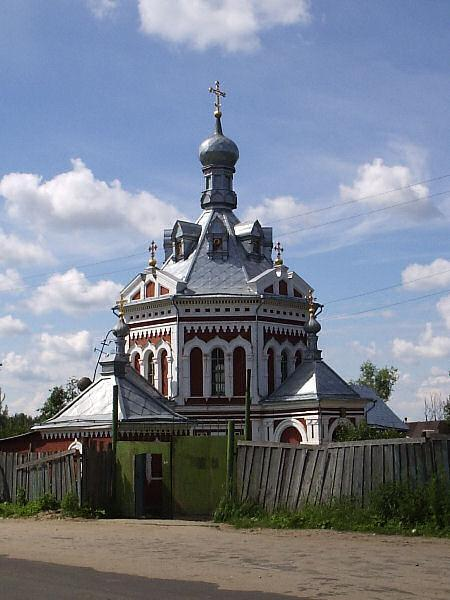
Kapel van de Heilige Barbara
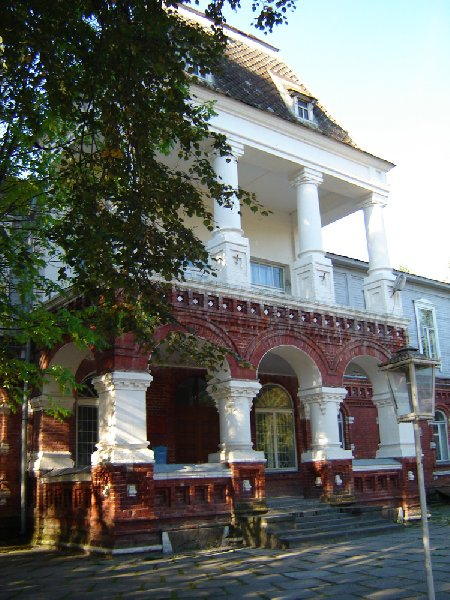
Villa van de Maltsov-familie van glasindustrialisten
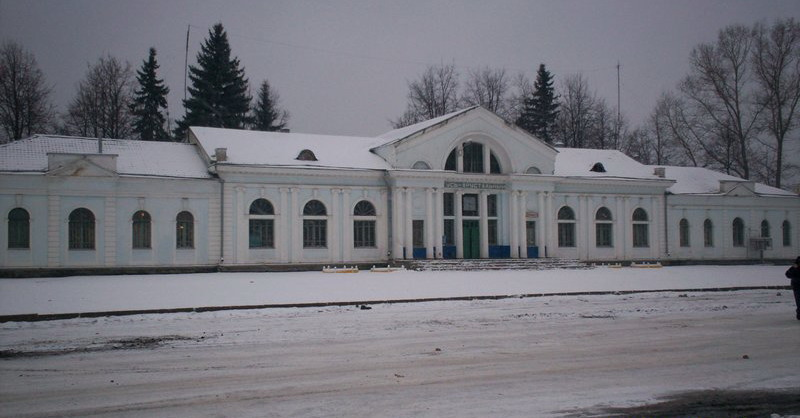
Spoorstation
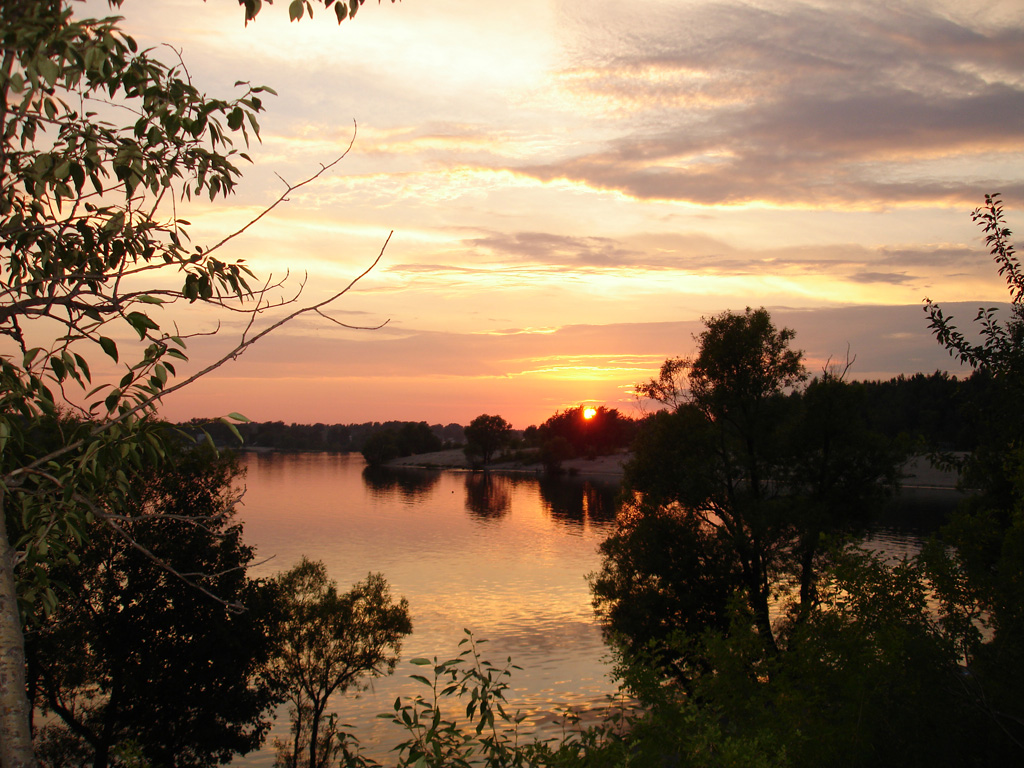
zonsopgang boven het meer in het centrum

## Geboren
- Sergej Korsakov (1854–1900), Russisch neuropsychiater

Bestuurlijk centrum: Vladimir

Aleksandrov · Goes-Chroestalny · Gorochovets · Joerjev-Polski · Kamesjkovo · Karabanovo · Kirzjatsj · Koerlovo · Koltsjoegino · Kosterjovo · Kovrov · Lakinsk · Melenki · Moerom · Petoesjki · Pokrov · Radoezjny · Sobinka · Soedogda · Soezdal · Stroenino · Vjazniki
Aleksandrov · Bogoljoebovo · Gorochovets · Goes-Chroestalny · Ivanovo · Jaroslavl · Joerjev-Polski · Kaljazin · Kideksja · Kostroma · Moerom · Moskou · Oeglitsj · Palech · Pereslavl-Zalesski · Pljos · Rostov · Rybinsk · Sergiev Posad · Soezdal · Toetajev · Vladimir